# Kanton Le Sud-Médoc
 Le Sud-Médoc  is een kanton van het Franse departement Gironde. Het kanton maakt deel uit van de arrondissementen  Lesparre-Médoc (21) en Bordeaux (1).  br> Het telt 54.661  inwoners in 2018.

Het kanton  werd gevormd ingevolge het decreet van 20  februari 2014 met uitwerking op 22 maart 2015 met Lacanau als hoofdplaats.

## Gemeenten
Het kanton Le Sud-Médoc omvatte bij zijn oprichting 23 gemeenten, namelijk alle gemeenten van de opgeheven kantons Castelnau-de-Médoc en Saint-Laurent-Médoc en 1 gemeente (Macau) uit het Kanton Blanquefort.
Op 1 januari 2017 werden de gemeenten Cantenac en Margaux samengevoegd tot de fusiegemeente (commune nouvelle) Margaux-Cantenac.
Sindsdien omvat het kanton volgende 22 gemeenten : 
- Arcins
- Arsac
- Avensan
- Brach
- Carcans
- Castelnau-de-Médoc
- Cussac-Fort-Médoc
- Hourtin
- Labarde
- Lacanau
- Lamarque
- Listrac-Médoc
- Macau
- Margaux-Cantenac
- Moulis-en-Médoc
- Le Porge
- Saint-Laurent-Médoc
- Sainte-Hélène
- Salaunes
- Saumos
- Soussans
- Le Temple